# Charles Pickering (naturforskare)
Charles Pickering, född 10 november 1805 i Susquehanna County, Pennsylvania, död 17 mars 1878, var en amerikansk naturvetenskapsman. Han var sonson till Timothy Pickering.
Pickering praktiserade som läkare i Philadelphia, deltog 1838–1842 i Charles Wilkes forskningsexpedition i Stilla havet och Södra ishavet samt företog 1843–1845 forskningsresor i Östasien och Indien. Inom rasforskningen skrev han The Races of Man and their Geographical Distribution (1848), varjämte han även sysslade med växt- och djurgeografi.